# DO-RE-MI
DO-RE-MI je český hudební a soutěžní televizní pořad, vysílaný v letech 1998–2004 na TV Nova. Jeho moderátory byli Pavel Trávníček a Sabina Laurinová. Každý díl trval cca 50 minut.

## Popis pořadu
Jednalo se o hudební a zároveň soutěžní pořad. 6–7 soutěžících, amatérských zpěváků, zde zazpívalo jednu píseň a poté byl jejich výkon ohodnocen porotou. Na konci pořadu získal soutěžící s nejvyšším počtem bodů hodnotnou výhru. Převážně se jednalo o elektroniku, později o částku 10 000 Kč.

## Porota a hodnocení
Porota se skládala ze tří lidí. Jednalo se o české umělce; herce, zpěváky, moderátory či např. režiséry. Ti soutěžícího bodovali na stupnici od 1 do 10, přičemž 10 bodů byl nejlepší výsledek. Později prošlo toto hodnocení obměnou. Do poroty přibyl čtvrtý člen, který byl na počátku pořadu vylosován z publika. Stal se poté předsedou poroty. Stupnice hodnocení se změnila na 1 až 5 bodů, přičemž 5 bodů bylo nejvyšším hodnocením. Po vyhlášení vítěze bylo zvykem, že nějaký z členů poroty zazpíval jednu z písní, která ten večer zazněla z úst soutěžících.